# Sannarpsån
Sannarpsån är ett 12,41 km långt biflöde till Ätran i Halland, Sverige. Vattendraget har avrinningsområde på 36,2 km2 och ett medflöde på 0,72 m3/s. Abild och Årstad ligger inom avrinningsområdet, liksom godset Hjuleberg. Avrinningsområdet domineras av skogsmark (51 %) och jordbruksmark (40 %). Det finns en stor variation i jordarterna i området, morän är vanligast med 23 %, men olika varianter på sand, men olika varianter på sand, lera och kalt berg förekommer också i relativt höga andelar. Vandringshinder finns vid Sannarps kvarn och Hjuleberg.